# Munkebjerg Sogn
Munkebjerg Sogn er et sogn i Odense Sankt Knuds Provsti (Fyens Stift).
Munkebjerg Kirke blev indviet i 1961. Allerede i 1953 var Munkebjerg Sogn udskilt fra Sankt Knuds Sogn, Vor Frue Sogn og Thomas Kingos Sogn. Disse sogne lå i Odense Købstad. Købstaden hørte geografisk til Odense Herred i Odense Amt og blev ved kommunalreformen i 1970 kernen i Odense Kommune.